# Уэтары
Уэтары или гуэтары (исп. Huetares) — исчезнувший ныне индейский народ, населявший в доколумбову эпоху территорию современного государства Коста-Рика.
Согласно некоторым хроникам, уэтары делились на две большие группы, «западных» и «восточных» уэтаров, естественным рубежом между которыми служила река Вирилья.
В 1560—1570-е годы правителем западных уэтаров, чья территория простиралась до тихоокеанского побережья, был «великий касик» Гарабито (Гуарабито), а правителем восточных — Эль-Гуарко.
Язык уэтар входил, по-видимому, в состав семьи чибчанских языков, и был распространён во всей центральной части Коста-Рики. Язык с начала XVII века был постепенно вытеснен испанским. В настоящее время следы языка можно найти в некоторых топонимах Коста-Рики (Aserrí, Curridabat, Turrialba, El Guarco и др.)